# Nyilas Samu
Nyilas Samu (Szederkény [Tiszaszederkény], 1830. január 26. – Miskolc, 1874. február 27.) református lelkész, költő.

## Életútja
Nyilas Samu református lelkész és Kárász Júlia fia. Tanult Miskolcon 1848-ig, 1849 végén Sárospatakra ment. 1851-ben tanulmányainak bevégeztével Apostol Pál szuperintendens mellett Miskolcon segédlelkész lett; innét 1853 tavaszán apja halála után Szederkény hívta meg lelkésznek. 1867-ben Miskolc választotta meg egyik lelkészi állomására.
Arcképe kőnyomat, nyomt. Danieletto és Politzer Pesten 1866. (a Családi Kör melléklete).

## Írásai

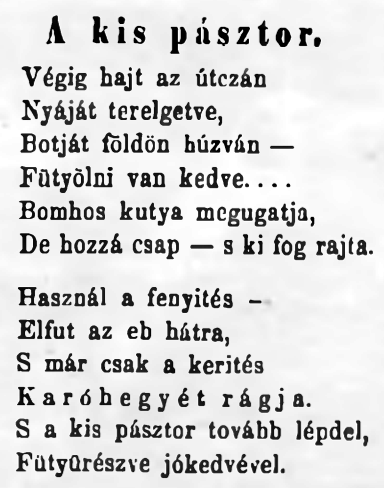
A kis pásztor c. versének részlete

Költeményei a következő hirlapokban, folyóiratokban és évkönyvekben jelentek meg: Hölgyfutár (1850-64.), a debreceni Csokonai Lapok (1850.), Divatcsarnok (1853-60.), Vasárnapi Ujság (1856. egy balladával, 1857., 1858. egy románccal jutalmat nyert, 1860-1861., 1871.); Erdélyi Múzeum Szépirodalmi Közlöny (1857.), Magyar Néplap (1857.), Nővilág (1857-60.), Szépirodalmi Album (1858), Szigeti Album (1860.), Császárfürdői Album (1863.).
Cikkei a Különféle papi Dolgozatokban (Új F. 1860. Vasárnap és ünnep reggeli imák, Aranymenyegzői beszéd és ima, Miért kellett Jézusnak szenvedni és feltámadni); a Sárospataki Naptárban (1860. Egypár kép a magyar történetből); a Sárospataki Füzetekben (1864. Birálatra birálat); az Ország Tükrében (1864. II. Rákóczy Ferencz szabadságlevele. Gyöngyös 1704. márc. 24.); a Honvédben (1870. Bódogh Mihály, m. kir. honvéd ezredorvos); a b. Vay Miklós emlékére kiadott Emléklapokban (1871. Gyászbeszéd). 1866-ban Vörösmarty Mihály emlékszobra leleplezése alkalmával 10 darab aranyból álló második jutalommal koszorúzták a bírálók: Vörösmarty emlékezete c. költeményét.

## Munkája
- Nyilas Samu költeményei. Kiadták barátai. Pest, 1871. Két kötet. I. kötet (Ism. Figyelő)

Sajtó alá rendezte Apostol Pál Egyházi beszédeit (Miskolcz, 1864. Két füzet).